# Мет Лайф Тауър
Мет Лайф Тауър  (Metropolitan Life Insurance Company Tower) е небостъргач в град Ню Йорк, САЩ, намиращ се на Медисън Авеню. Най-високата сграда в света от 1909 до 1913 година, когато е изместена от лидерското място от Уул Уърлд Тауър. Има 50 етажа и е висока 213 метра.
Разположена е в южния край на Медисън Авеню, срещу Медисън Скуеър Парк.
Сградата има четири часовника, по един от всяка страна. Всеки часовник е с размер 8 метра в диаметър с цифри разположени на четвърт и големи по 1,2 м. всяка. През 1964 година е правена реконструкция на небостъргача.